# 貝達烏德鄉
44°43′N 28°34′E / 44.717°N 28.567°E
貝達烏德鄉（羅馬尼亞語：Comuna Beidaud, Tulcea），是羅馬尼亞的鄉份，位於該國東南部，由圖爾恰縣負責管轄，面積128平方公里，海拔高度80米，2002年人口1,624，人口密度每平方公里13人。